# Glossosoma bruna
Glossosoma bruna là một loài Trichoptera trong họ Glossosomatidae. Chúng phân bố ở miền Tân bắc.